# Prîvitivka, Zaricine
Prîvitivka (în ucraineană Привітівка) este un sat în comuna Riciîțea din raionul Zaricine, regiunea Rivne, Ucraina.

## Demografie
Componența lingvistică a localității Prîvitivka
     Ucraineană (99,31%)
     Alte limbi (0,68%)
Conform recensământului din 2001, majoritatea populației localității Prîvitivka era vorbitoare de ucraineană (99,31%), existând în minoritate și vorbitori de alte limbi.